# 杉浦守邦
杉浦 守邦（すぎうら もりくに、1921年5月8日 - 2015年12月4日）は、日本の医師、医学史家、山形大学名誉教授。位階は従四位。

## 経歴
1945年、京都府立医科大学卒。1955年、「教職員結核の疫学的研究」で同大医学博士。同大学助手、滋賀県教育委員会学校衛生技師、山形県教育委員会学校保健課長。1965年、山形大学教育学部教授。1969年から1981年まで、同大学保健管理センター所長。1987年、定年退官、名誉教授、京都蘇生会総合病院副院長、2004年、同名誉院長。
1996年に勲三等旭日中綬章を受けた。
『江戸期文化人の死因』で、間宮林蔵の死因を梅毒と推定した。

## 著書
- 『学校衛生の理論と実際』黎明書房、1950
- 『学校伝染病の管理』東山書房、1961
- 『児童生徒に多い心臓病の管理』東山書房、1962
- 『予防医学』東山書房　1964
- 『養護教員の歴史』東山書房　1974
- 『学校救急処置マニュアル』東山書房　1979
- 『保健室検診テクニック』東山書房　1981
- 『ヘルス・カウンセリングの進め方 2』東山書房、1989　別冊健康教室
- 『「保健室登校」の指導マニュアル 指導計画のたて方・指導のすすめ方』東山書房、1992
- 『学校保健50年』東山書房　1996
- 『心理テストの進め方・読み方 バウムテスト・家族画(K.F.D.)・エゴグラム・好き嫌いテスト、他』東山書房　1991　ヘルス・カウンセリングの進め方
- 『いじめと養護教諭 指導のマニュアル』東山書房、1998
- 『武将の死因 カルテ拝見』東山書房　2000
- 『文人の死因 カルテ拝見』東山書房　2002
- 『性行為感染症とその予防』東山書房　2003　予防医学
- 『江戸期文化人の死因』思文閣出版　2008

## 編著
- 『学校保健』編　ソルト出版　1984
- 『健康観察のすすめ方マニュアル 前駆症状をとらえ対応するためのテクニック 養護教諭のための診断学』東山書房　1992